# Hygrochroa satellitia
Hygrochroa satellitia är en fjärilsart som beskrevs av Walker 1855. Hygrochroa satellitia ingår i släktet Hygrochroa och familjen silkesspinnare. Inga underarter finns listade i Catalogue of Life.